# Ammophila barbara
Ammophila barbara är en biart som först beskrevs av Lepeletier de Saint Fargeau 1845.  Ammophila barbara ingår i släktet Ammophila och familjen grävsteklar.

## Underarter
Arten delas in i följande underarter:
- A. b. airensis
- A. b. barbara
- A. b. judaeorum
- A. b. semota
- A. b. theryi